# دیکسون درامز
دیکسون درامز (به انگلیسی: Dixon Drums) یک تولیدکننده درام و سخت‌افزار درام مستقر در تایپه تایوان است که در سال ۱۹۷۹ تأسیس شد. محصولات آنها توسط سنت لوییس میوزیک (St. Louis Music) در ایالات متحده آمریکا توزیع می‌شوند.